# JR東日本E129系電聯車
E129系電聯車是日本铁道公司東日本旅客鐵道（JR東日本）于2014年（平成26年）12月6日开始运营的直流一般型电车。

## 概要
以E233系电车作为平台基础，采用与在仙台支社线区运营的E721系电车同类的短编组构造和耐寒防雪设备，根据新潟地区的实际情况，为新潟支社线区开发的新款一般形车辆。
车型分2节编组（100番台・A编成）和4节编组（0番台・B编成）两种编组方式，A编成两组或者B编成独立四节编组、A编组+B编组总计6节编组等重联形式，依照客流量的大小的可灵活调配运用。
整车由综合车辆制作所旗下新津事业所研制，属于该公司全不锈钢车厢品牌「sustina」旗下产品（sustina S23）。

### 引进原因
在引进本车型之前，在新潟支社线区运行的普通列车主力仍是国铁时代的115系，自该系电车首车厢生产以来，最高车龄的车厢都已有50年之长。虽然部分车厢进行了翻新改造，但仍然需面对车辆老化和设施陈旧过时带来的问题。另外，北陆新干线长野站 - 金泽站之间的路段已于2015年3月开通。与此同时，并行在来线中新潟县区间内的信越本线妙高高原站到直江津站之间的路段已转为第三部门铁道的越後心跳鐵道运营，从JR东日本当时的新潟支社线区内的新电车E127系電車0番台原有的12个编组中转让了10个编组的列车，因此JR东日本出現车辆短缺的问题。

## 構造

### 車体

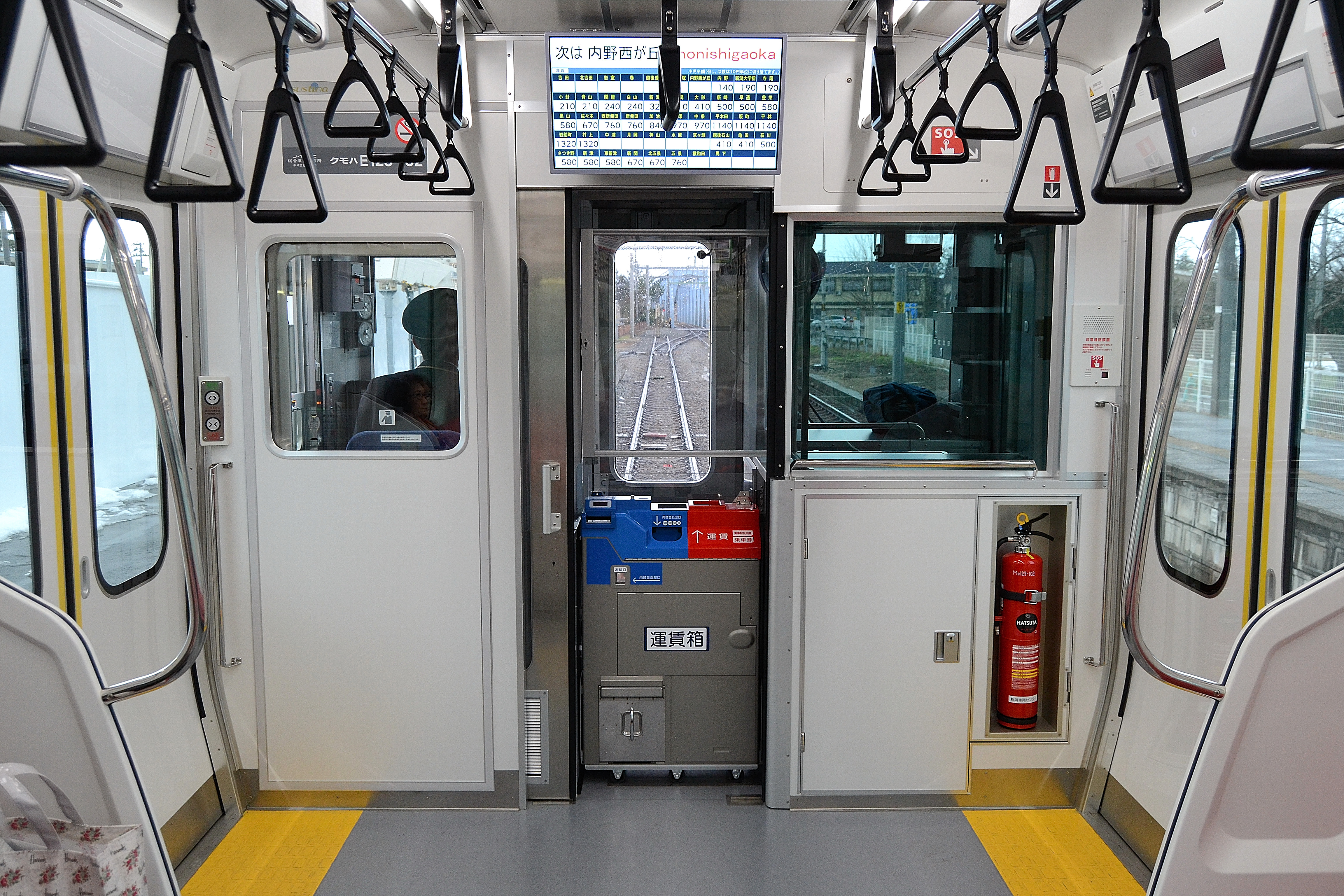
半仓结构的驾驶室，照片左上方贴有“sustina”的标签

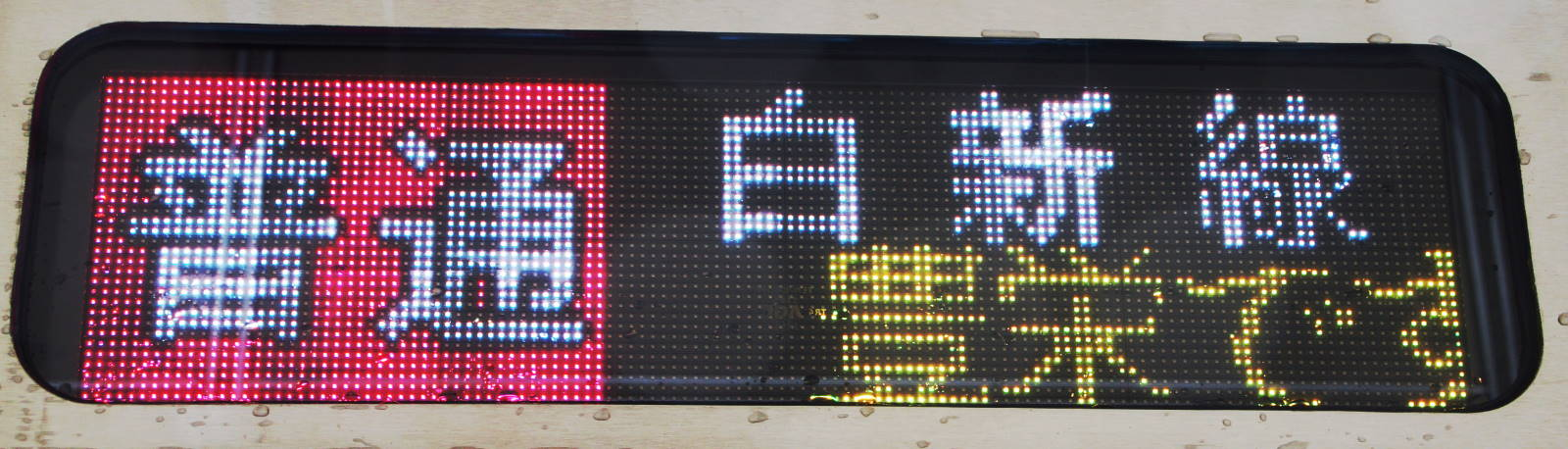
采用全彩LED的方向指示屏

如上所述，除了车身下部的底架的一部分之外，其余全是由不锈钢制成的轻质全不锈钢车体。此外，还有在客房门的下部配备了轨道加热器或设备加热器这样的耐寒防雪结构。考虑到需要在横置座椅中间允许轮椅通过，车辆的宽度设计为2950毫米，并且其具有从腰部到底部的宽度逐渐变窄的下摆止动结构。客车厢地板高度为1130毫米，与E233和E127系列一样，远低于115系列的1225毫米。车厢侧面有3个带有气动半自动功能的双开舱门，门边的内外侧都装有四周带LED灯的半自动开关。客车厢门之间的侧窗以“半下落式半固定式”和“固定窗”的组合布置，并且采用的是红外吸收规格的夹层玻璃。车厢前部和侧面安装了全彩LED目标指示器，因此可以通过显示每个目的地路线的彩色编码来防止乘客搭乘出行错误。另外，在每个车厢的每侧各设置两个总共四个外部扬声器，从而可以播放包括英语广播的车内广播以及音乐。每节车厢都安装了固定载荷（自重）（除了装有轨道监视设备的Moha E128型车厢），以实现降低重心和增强车厢抗风能力。车头控制车配有通风罩。
车厢前部除了为应对平交道口事故的发生，而进行和E721系列相同的加固方案之外，为了应对侧面碰撞也采用类似于E233系列的设计，侧面结构的立柱处增加窗帘板补强并与车厢顶棚的椽子位置相对齐。车厢前窗下部设有一个从中间部位向车体两侧外倾的倾斜状阶梯，用于将前部的雪推向外侧。从地面可见度来设计，前后标志灯被安装在车厢正面的顶部，由于是采用LED照明，发热量小于传统的封闭式大灯或高强放电灯，因此前窗玻璃红外线吸收层扩展到车灯的部分，以防止该部分被降雪影响。
驾驶舱为半舱结构，允许车厢在连接时从副驾驶席侧打开。此外，紧急救援出口安装在驾驶室的隔板上。
车厢的涂装采用秋天的稻穗感觉的“黄金色”和栖息在佐渡岛的朱鹭感觉的“朱鹭粉”两种颜色，车厢前部和侧腰装饰的朱鹭粉色的彩条上方另外装饰有黄色的彩色带，窗帘板上另外装饰有朱鹭粉色的彩条。

#### 其他
随着日本《无障碍新法》的实施，M'c车厢上提供的厕所已经设计成可兼顾轮椅使用的大型洋式厕所。然而，枕木方向的尺寸保持尽可能小，以免干扰机舱内的视野。车厢另一边则设有轮椅空间。火焰探测器则安装在天花板上。

## 式样
クモハE129形 (Mc)
制御電動車。车厢前部安装有驾驶席，并搭载有制御装置、集電装置等设备。
クモハE128形 (M'c)
制御電動車。车厢前部有驾驶席，后部则设有专为残疾人士设计的厕所和轮椅空间，并搭载有補助電源装置、空气压缩机等设备。
モハE129形 (M)
中間電動車。搭载有制御装置、集電装置等设备。
モハE128形 (M')
中間電動車。搭载有空气压缩机等设备。
編成表
| 编组编号           | 编组编号    | ←新潟方向長岡・村上方向→   | ←新潟方向長岡・村上方向→ | ←新潟方向長岡・村上方向→ | ←新潟方向長岡・村上方向→ |
|                    |             |                            |                          |                          |                          |
| B1 - B26           | 形式        | ＞ クモハE129 -0 (Mc)      | モハE128 -0 (M')         | ＞ モハE129 -0 (M)       | クモハE128 -0 (M'c)      |
| B1 - B26           | 搭載機器    | VVVF                       | CP                       | VVVF                     | CP, SIV                  |
| B1 - B26           | 车辆重量(t) | 37.2                       | 31.6                     | 32.7                     | 37.0                     |
| A1 - A22・A31・A32 | 形式        | ＞ クモハE129 -100 (Mc)    | クモハE128 -100 (M'c)    |                          |                          |
| A1 - A22・A31・A32 | 搭載機器    | VVVF                       | CP, SIV                  |                          |                          |
| A1 - A22・A31・A32 | 车辆重量(t) | 37.2                       | 37.2                     |                          |                          |
| A23 - A30          | 形式        | ＞ ＞ クモハE129 -100 (Mc) | クモハE128 -100 (M'c)    |                          |                          |
| A23 - A30          | 搭載機器    | VVVF                       | CP, SIV                  |                          |                          |
| A23 - A30          | 车辆重量(t) | 37.4                       | 37.2                     |                          |                          |

- VVVF：VVVF逆变控制装置、CP：空气压缩机、SIV：補助電源装置

## 营运

截至2018年3月时的运营区段分布

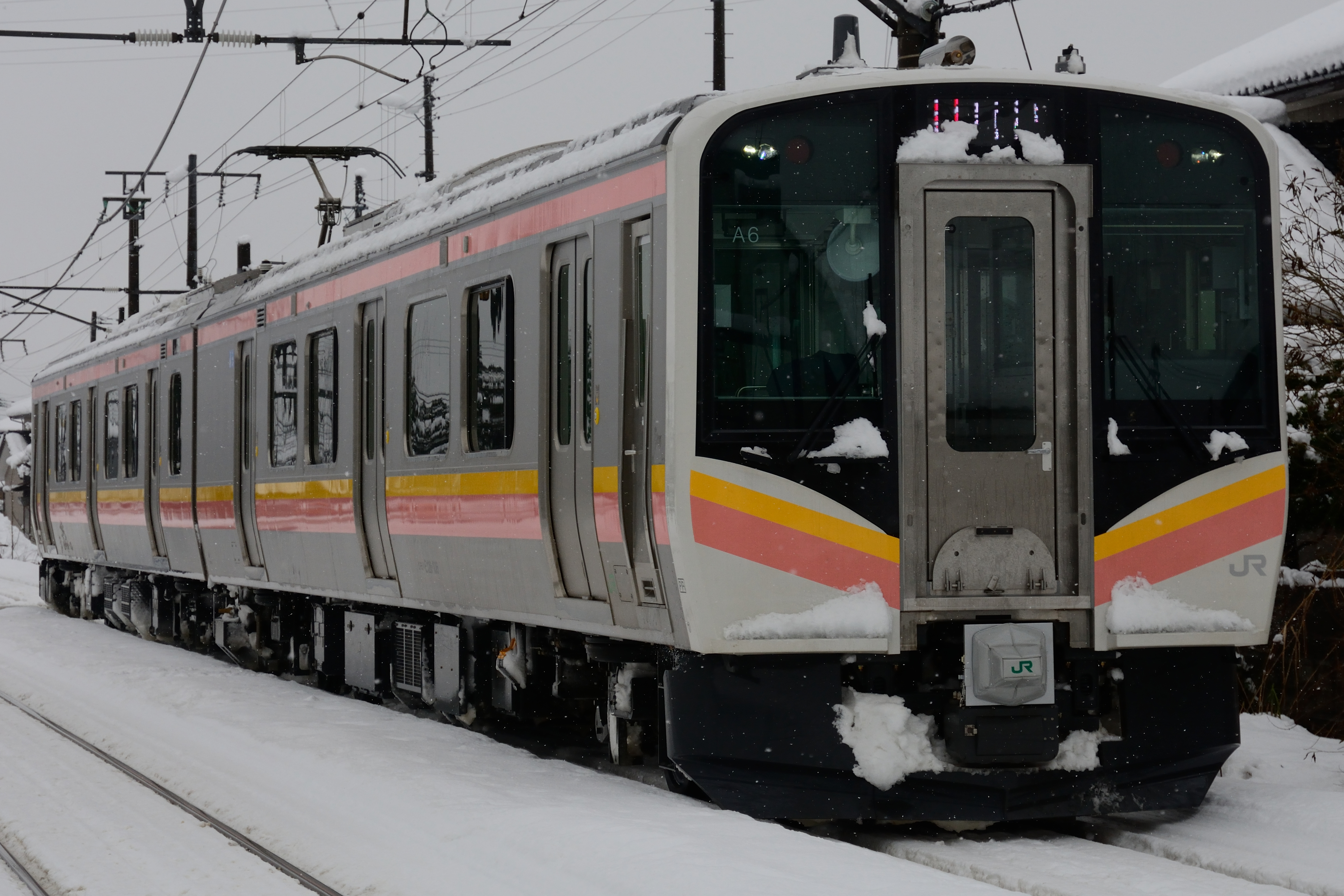
信越本線的新津站 - 新潟站之间区段采用一人控制模式运营的A6编组

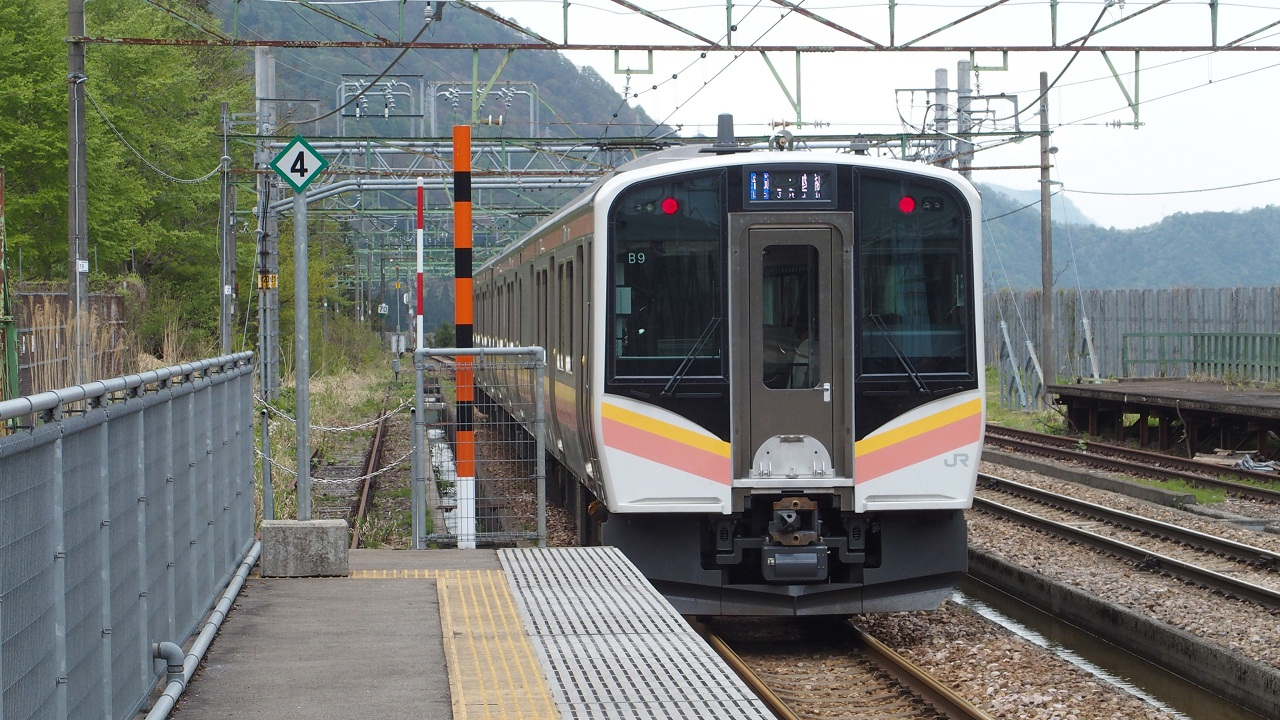
在上越线上运营中的B9编组

截至2018年3月17日，有A编组（2节编组）32列、B编组（4节编组）26列（双车列车）总计168节车厢在新潟车辆中心部署并投入使用。除了2到4节单独行驶外，其余还有2+2编组和2+4编组形式营运。营运区段如下：
- 信越本線：直江津站 - 新潟站区段
- 白新線：全線
- 羽越本線：新津站 - 村上站区段
- 越後線：全線
- 弥彦線：全線
- 上越線：水上站 - 宮内站区段

以下区间中，使用A编组的一部分列车采用一人控制。
- 信越本線：直江津站 - 長岡站間、新津站 - 新潟站区段
- 白新線：全線
- 羽越本線：新发田站 - 村上站区段
- 越後線：全線
- 弥彦線：全線
- 上越線：越后中里站 - 宮內站区段

A编组于2014年12月6日开始投入营运，B编组则在2016年2月14日开始投入营运。首发亮相时的运营区段为E127系列之前运营的信越本线长冈站-新潟站区段、白新线全路段、羽越本线新发田站-村上站区段、越后线吉田站-新潟站区段，之后随着接替汰换下来的115系列而扩大了运营范围，直至2016年7月9日投入了最后未投入的羽越本线新津站-新发田站区段，计划中的新潟分公司辖区路段内的直流电气化部分全线开始运营。
随着2016年3月26日時刻表修正，在上越线的越后中里站、越後湯澤站、石打站、六日町站、浦佐站等各个站点开始使用据点P，此前115系列曾使用的所有定期普通列车（除了越后川口站上车的饭山线直通列车和六日町站上车的北北线直通列车）都更换成了这种装置。
随着2017年3月4日的时间表修正，最初计划生产的160节车厢完成交付，新潟分公司约80％的普通列车都是此系列车。
2022年3月12日的时间表修正，新潟地區所有電氣化路線的普通列车都是此系列车。

## 同型号车辆

### 信浓铁道SR1系列
信浓铁道将推出基于与E129系列相同类型的“sustina S23系列”的SR1系列的26个编组（52节车厢），用于更新现有的115系列车辆。
全部26个编组都是2节车厢编组形式，其中23个编组除了涂装和内饰外与E129系列的规格几乎相同。其他3节编组车厢作为付费班轮列车采用双座椅配置，另外还设有电源插座和杯架，涂装也与普通车厢不同。
计划在2019财年（2020年3月）结束之前交付一辆带有6节3编组车厢的列车，该列车计划于7月开始运营。

## 脚注
1. 1 2 3 4   (PDF).   [2019-04-25]. （原始内容存档 (PDF)于2018-04-16）.
2. 1 2 3 4  『鉄道ファン』通巻645号、p.60
3. ↑  通勤形車両の新造計画についてPDF東日本旅客鉄道プレスリリース、2013年7月2日付
4. ↑  . 綜合車輛製作所.   [2019-03-30]. （原始内容存档于2019-03-30）.
5. 1 2 3 4  『鉄道ファン』通巻645号、p.62
6. 1 2  『鉄道ファン』通巻645号、p.61
7. ↑  株式会社総合車両製作所 技報 第４号、p.90
8. 1 2 3 4  『鉄道ファン』通巻645号、p.64
9. ↑  ジェー・アール・アール編『JR電車編成表』2017冬 ジェー・アール・アール、交通新聞社、2016年、p.38-39。ISBN 9784330737164。
10. ↑  在增加B编组形制之前还存在有2+2+2的编组形式。
11. ↑  . 鉄道ファン・railf.jp鉄道ニュース. 2014年12月7日  [2019-04-26]. （原始内容存档于2020-10-31） （日语）.
12. ↑   (PDF). JR東日本新潟支社. 2016-12-16  [2016-12-16]. （原始内容 (PDF)存档于2016-12-20）.
13. ↑   (PDF). 総合車両製作所. 2018-06-13  [2018-06-13]. （原始内容存档 (PDF)于2018-06-13）.
14. ↑   (PDF). しなの鉄道. 2018-03  [2018-04-20]. （原始内容存档 (PDF)于2018-04-20）.
15. 1 2 3 4   (PDF). しなの鉄道. 2019-02-28  [2019-02-28]. （原始内容存档 (PDF)于2019-03-16）.